# Eurochart Hot 100 Singles
Die europäischen Album- und Single-Charts (European Top 100 Albums / European Hot 100 Singles) waren von März 1984 bis Dezember 2010 eine Auswertung einiger ausgewählter europäischer Musik-Charts. Sie wurden wöchentlich vom europäischen Magazin Music & Media und vom US-Magazin Billboard ermittelt. Diese Charts basierten auf den nationalen Album- und Single-Charts der folgenden 15 europäischen Länder: Belgien (Flandern), Belgien (Wallonien), Dänemark, Deutschland, Frankreich, Finnland, Irland, Italien, Niederlande, Norwegen, Österreich, Spanien, Schweden, Schweiz, Ungarn und Vereinigtes Königreich. Die einzelnen Platzierungen wurden auf Basis der Größe der verschiedenen Musikmärkte gewichtet. Über die tatsächlichen Verkaufszahlen einzelner Lieder gab die Hitparade keine Auskunft, da in einigen Ländern keine exakten Verkaufszahlen publiziert wurden.

## Geschichte
Die ersten europäischen Charts begannen mit der sogenannten Europarade, die vom niederländischen Televisie en Radio Omroep Stichting (kurz: TROS) Hilversum 3 am 27. Mai 1976 ins Leben gerufen wurde. Die Europarade wurde aber nur aus den Charts der sechs europäischen Staaten Deutschland, Frankreich, Vereinigtes Königreich, Spanien, Belgien und Niederlande ermittelt. 1979 kamen Dänemark und Italien dazu, 1980 die Schweiz und Österreich und 1984 Irland.
Im März 1984 begründete Music & Media aus Amsterdam ihre eigene Eurochart-Liste namens The Eurochart Hot 100, die ab 1986 auch im Niederländischen Fernsehen präsentiert wurde.
Mit zunehmender Popularität wurden die Chartslisten ab Januar 1986 auch im US-Magazin Billboard veröffentlicht.

## Künstler mit den meisten Nummer-eins-Hits
- Madonna (15)
- ABBA (13)
- Michael Jackson (10)
- Eminem (8)
- Anastacia (6)
- Boney M. (6)
- Justin Timberlake (6)
- Britney Spears (6)
- Kylie Minogue (6)
- Whitney Houston (5)
- Elton John (5)
- The Black Eyed Peas (5)
- Rihanna (5)
- Robbie Williams (4)
- Beyoncé Knowles (4)
- Shakira (4)
- Lady Gaga (3)
- Christina Aguilera (3)
- Janet Jackson (3)
- P!nk (3)
- Nelly Furtado (3)
- Katy Perry (3)

## „Dauerbrenner“
In der nachfolgenden Statistik sind Künstler und Titel aufgeführt, die über einen sehr langen Zeitraum an der Spitze der Europa-Charts standen bzw. insgesamt mindestens 10 Wochen den ersten Platz der Europa-Charts erreichten.

### 18 Wochen
- Bryan Adams – (Everything I Do) I Do It for You (27. Juli – 29. November 1991)

### 17 Wochen
- SNAP! – Rhythm Is a Dancer (16. Mai – 22. Mai und 20. Juni – 15. September 1992)
- Céline Dion – My Heart Will Go On (21. Februar – 19. Juni 1998)
- Las Ketchup – The Ketchup Song (Asereje) (21. September 2002 – 17. Januar 2003)

### 16 Wochen
- Kylie Minogue – Can’t Get You Out of My Head (6. Oktober 2001 – 25. Januar 2002)
- Lady Gaga – Poker Face (7. März – 19. Juni und 27. Juni – 3. Juli 2009)

### 15 Wochen
- Kaoma – Lambada (23. September 1989 – 5. Januar 1990)
- Wet Wet Wet – Love Is All Around (9. Juli – 21. Oktober 1994)
- Eminem – Without Me (8. Juni – 20. September 2002)
- Shakira feat. Wyclef Jean – Hips Don’t Lie (27. Mai – 9. Juni und 17. Juni – 15. September 2006)
- Timbaland presents OneRepublic – Apologize (1. Dezember 2007 – 7. März 2008 und 15. März – 21. März)

### 14 Wochen
- Stevie Wonder – I Just Called to Say I Love You (29. September – 6. Januar 1985)
- Coolio feat. L. V. – Gangsta’s Paradise (11. November 1995 – 19. Januar 1996 und 27. Januar – 23. Februar)
- Cher – Believe (21. November 1998 – 26. Februar 1999)

### 13 Wochen
- Boney M. – Rivers of Babylon / Brown Girl in the Ring (4. Mai – 2. August 1978)
- Whitney Houston – I Will Always Love You (5. Dezember 1992 – 5. März 1993)
- Robert Miles – Children (23. März – 21. Juni 1996)
- Shakira – Whenever, Wherever (9. März – 7. Juni 2002)
- The Black Eyed Peas – Shut Up (20. Dezember 2003 – 19. März 2004)

### 12 Wochen
- F. R. David – Words (30. Oktober – 5. November und 13. November 1982 – 28. Januar 1983)
- Culture Club – Karma Chameleon (29. Oktober – 9. Dezember und 17. Dezember 1984 – 6. Januar 1984 und 14. Januar – 3. Februar)
- Madonna – Like a Prayer (25. März – 9. Juni 1989)
- O-Zone – Dragostea din tei (26. Juni – 17. September 2004)
- Madonna – Hung Up (26. November 2005 – 17. Februar 2006)

### 11 Wochen
- Pink Floyd – Another Brick in the Wall, Pt. 2 (8. Februar – 23. April 1980)
- Madonna – Papa Don’t Preach (2. August – 20. September 1986)
- Europe – The Final Countdown (25. Oktober – 31. Oktober und 29. November 1986 – 6. Februar 1987)
- Meat Loaf – I’d Do Anything for Love (But I Won’t Do That) (5. November 1993 – 21. Januar 1994)
- Aqua – Barbie Girl (15. November 1997 – 30. Januar 1998)
- Rihanna feat. Jay-Z – Umbrella (16. Juni – 31. August 2007)

### 10 Wochen
- ABBA – Dancing Queen (4. September – 12. November 1976)
- Wings – Mull Of Kintyre (29. Dezember 1977 – 7. März 1978)
- John Travolta & Olivia Newton-John – You’re the One That I Want (3. August – 12. Oktober 1978)
- Roxette – Joyride (23. März – 31. Mai 1991)
- Michael Jackson – Black or White (30. November 1991 – 7. Februar 1992)
- Britney Spears – … Baby One More Time (13. März – 21. Mai 1999)
- Eminem feat. Dido – Stan (23. Dezember 2000 – 2. März 2001)
- Shaggy feat. Ricardo 'RikRok' Ducent – It Wasn’t Me (31. März – 18. Juni 2001)
- Katy Perry – I Kissed a Girl (23. August – 31. Oktober 2008)